# The Boiling Pond
The Boiling Pond è il quarantaseiesimo album in studio del chitarrista statunitense Buckethead, pubblicato il 21 giugno 2013 dalla Hatboxghost Music.

## Il disco
Sedicesimo disco appartenente alla serie "Buckethead Pikes", The Boiling Pond è stato pubblicato originariamente senza titolo nel mese di giugno 2013 in edizione limitata, numerata e autografata da Buckethead.
Il 24 gennaio 2014, l'album è stato ufficialmente pubblicato per il formato digitale.

## Tracce
Musiche di Buckethead.
1. The Boiling Pond – 4:35
2. Conductor – 3:02
3. Ancestors – 3:55
4. Piledriver Impact – 2:31
5. Subterranean – 4:02
6. Punmul – 1:07
7. Flesh Tearing Cliffs – 3:05
8. Life of a Fly – 3:03
9. Screaming Skull – 1:07
10. Subterranean Part 2 – 3:13

## Formazione
- Buckethead – chitarra, basso, programmazione